# William Hillebrand
Pour les articles homonymes, voir Hillebrand.
William Francis Hillebrand (né en 1853 à Honolulu, mort en 1925) est un chimiste germano-américain.

## Biographie
Après des études de chimie à l'université de Freiberg, il obtient un doctorat à Heidelberg. Il découvre, qu'un gaz se dégage lors de la décomposition du minerai d'uranium ; il assimile se gaz à un nouvel élément. Cependant il ne peut réussir à imposer son hypothèse. Et c'est seulement quelques années plus tard que William Ramsay démontre, qu'il s'agit d'hélium qui est jusqu'alors connu par l'analyse du spectre solaire.
Hillebrand est actif dans l'American Chemical Society. De 1908 à 1925, il est chimiste en chef au National Bureau of Standards.
À partir de 1923, il écrit avec Gustav Ernst Fredrik Lundell l'ouvrage Applied Inorganic Analysis. Après sa mort, cet ouvrage est publié en 1929 et est longtemps un ouvrage de référence en chimie inorganique.
L'American Chemical Society décerne encore aujourd'hui chaque année la médaille Hillebrand.
William Francis Hillebrand est le fils du médecin et botaniste allemand Wilhelm Hillebrand.
En 1916, il reçoit pour ses contributions scientifiques la Chandler Gold Medal de l'université Columbia.

## Ouvrages
- Analyse der Silikat- und Karbonatgesteine, 1910
- W. F. Hillebrand and G. E. F. Lundell, Applied Inorganic Analysis, John Wiley & Sons, New York (1929)

### Sources
- (de) Cet article est partiellement ou en totalité issu de l’article de Wikipédia en allemand intitulé « William Hillebrand » (voir la liste des auteurs).